# یان سایرووی
یان سایرووی (انگلیسی: Jan Syrový؛ ۲۴ ژانویهٔ ۱۸۸۸ – ۱۷ اکتبر ۱۹۷۰) سیاست‌مدار اهل اتریش-مجارستان بود. وی از ۲۲ سپتامبر ۱۹۳۸ تا ۱ دسامبر ۱۹۳۸ نخست‌وزیر چکسلواکی بود.
یان سایرووی در ۱۷ اکتبر ۱۹۷۰، در سن ۸۲ سالگی درگذشت.
وی همچنین برندهٔ جوایزی همچون لژیون دونور (افسر بزرگ) شده‌است.